# Alicja w Krainie Czarów (film 1988)
Alicja w Krainie Czarów (ang. Alice in Wonderland) – australijski film animowany z 1988 roku wyprodukowany przez Burbank Films Australia. Animowana adaptacja utworu Lewisa Carrolla o tej samej nazwie.

## Obsada (głosy)
- Olivia Martin jako Alicja

## Wersja polska
W Polsce film został wydany na VHS i DVD.

### Wersja VHS
- Dystrybucja: Starcut Film. Lektor: Maciej Gudowski.

### Wersja DVD
Wersja wydana na DVD w serii Najpiękniejsze baśnie i legendy z angielskim dubbingiem i polskim lektorem.
- Dystrybucja: Vision